# Salisbury (Nový Brunšvik)
Salisbury je vesnice v Novém Brunšviku v Kanadě. Leží na severním břehu řeky Petitcodiac v okresu Westmorland County. Trvale byla poprvé osídlena v roce 1774 přistěhovalci z Anglie. Podle sčítání obyvatel z roku 2016 zde žilo 2284 lidí. V Salisbury se nachází šest kostelů, nejstarší z nich – baptistický – byl postaven počátkem 19. století. V polovině století vznikl kostel Metodistické církve (nyní Sjednocená církev), přibližně ve stejné době zde začala působit Římskokatolická církev a později též Anglikánská. V roce 1988 byl vystavěn sál Svědků Jehovových; nejnovějším je kostel Calvary United Pentecostal Church otevřený roku 2001. Salisburská knihovna byla otevřena v roce 1977.